# Leoš Ryška
Leoš Ryška (* 9. července 1963 Frýdek-Místek) je český kněz, salesián, režisér a filmový producent. Společně s Martinem Holíkem založil TV Noe, kde je ředitelem. Spravuje římskokatolickou farnost Heřmanice.

## Život
Vystudoval Teologickou fakultu v Litoměřicích a v roce 1989 byl vysvěcen na kněze. V roce 1995 úspěšně dovršil studium na Vyšší odborné škole filmové ve Zlíně. Několikrát absolvoval stáž v Telepace Italia. Založil společnost Telepace, která se zabývá výrobou dokumentů a vzdělávacích pořadů. Jako režisér, kameraman a střihač podnikl řadu misijních cest do chudých afrických oblastí – Ugandy, Malawi, Zambie, ale také Oceánie – Papui Nové Guiney, Indie nebo do Latinské Ameriky – Ekvádoru a Paraguaye. Podílí se také na misijních výpravách a jejich dokumentaci, např. do Papui Nové Guiney společně s Filipem Breindlem a s P. Jiřím Šlégrem.
Je držitelem mnoha ocenění z různých festivalů a přehlídek. Je pravidelným porotcem na festivalu dětského filmu v Ostrově nad Ohří. Krom režijní a manažerské práce v TV Noe celebruje rovněž mše svaté, přímo přenášené televizí Noe, v kapli Telepace, kostele svatého Václava v Ostravě, mateřském chrámu sv. Marka v Ostravě-Heřmanicích i kapli Panny Marie Hvězdy evangelizace v Břvích u Prahy. Vystupuje v pěveckém sboru Noach.
V pondělí 5. července 2021, v rámci slavnostní mše Dnů lidí dobré vůle, obdržel na Velehradě Ocenění České biskupské konference (ČBK), děkovné uznání za velký přínos v oblasti televizní tvorby.
Šestnácté výročí vysílání TV Noe připomenul jako hlavní celebrant ředitel Leoš Ryška v den svátku Panny Marie Prostřednice všech milostí, neděli 8. května 2022 ve svátek Matek, slavnostní televizní mší v Kapli Panny Marie Hvězdy Evangelizace ve Břvích u Prahy. S kytarovým doprovodem zazpíval rovněž poděkování matkám.
Ve významné dny vede i polední modlitbu Anděl Páně na TV Noe a Radiu Proglas. Vystupuje i v pořadech Přejeme si, Noemova pošta a dalších.
Jako hlavní celebrant vysvětil na mši ve středu 28. září 2022, za zpěvu Svatováclavského chorálu v kostele sv. Václava ve Starém Jičíně nový Svatováclavský prapor s vyšívaným zobrazením jedoucího knížete (se zlatým nápisem „Svatý Václave, nedej zahynouti nám ni budoucím“), inspirovaným barokním obrazem světce na hlavním oltáři chrámu.
Ve středu 16. listopadu 2022 spolucelebroval v kapli Panny Marie Hvězdy evangelizace s novým arcibiskupem pražským Janem Graubnerem polední mši a poté společně, též v přímém televizním přenosu, otevřeli a posvětili nové pražské televizní studio TV Noe Don Bosco v Břvích u Prahy.